# Myodocarpaceae
Myodocarpaceae is een botanische naam, voor een familie van tweezaadlobbige planten. Een familie onder deze naam wordt heel zelden erkend door systemen van plantentaxonomie, maar wel door het APG II-systeem (2003).
Het gaat om een vrij kleine familie van nog geen twee dozijn houtige planten. De traditionele plaatsing voor deze planten is in de klimopfamilie (Araliaceae).